# Малеле, Сефас
Сефас Малеле (родился 8 января 1994 года) — профессиональный футболист, играющий на позиции нападающего за клуб Китайской Суперлиги«Далянь Иньбо».
Начав карьеру в «Цюрихе II», он продолжил играть за команды в Италии, Португалии, Румынии, Саудовской Аравии и в  Китае.
Малеле родился в Анголе и представлял Швейцарию на международных соревнованиях среди игроков до 16 лет, до 17 лет, до 18 лет и до 19 лет

## Клубная карьера
Малеле родился в Анголе, в детстве переехал с семьёй в Швейцарию и вырос в молодёжной системе ФК «Цюрих», а в период с 2010 по 2011 год провёл несколько матчей за резервную команду до 21 года.
Летом 2011 года он подписал контракт с «Палермо» и был включён в состав их «Примаверы» команды. После сложного первого сезона из-за травм Малеле стал ключевым игроком основной «Розеллеро» молодёжной команды в первой половине сезона 2012–2013 годов. Он играл в паре с другой восходящей звездой, Мауро Боллино, и был одним из лучших бомбардиров Национального чемпионата «Примавера». Как следствие, а также из-за нехватки нападающих в основном составе, Джан Пьеро Гасперини попросил его присоединиться к старшей команде, и 7 января 2013 года он дебютировал в профессиональной Серии А, сыграв последние минуты матча лиги против Пармы. Он снова вышел на поле 19 января 2013 года, сыграв последние 15 минут домашнего матча против Лацио вместо Йосипа Иличича. Он успешно прошёл отбор в клуб для участия в триумфальной кампании 2013–2014 Серии B, где за весь сезон ему удалось выйти на замену всего три раза.
28 июля 2014 года Малеле был отдан в аренду недавно вышедшему в Серию B клубу «Виртус Энтелла» на весь сезон 2014–2015, чтобы набраться опыта в основной команде.
13 августа 2021 года Малеле перешёл в саудовский клуб Аль-Тай. 4 августа 2022 года Малеле перешёл в румынский клуб ЧФР Клуж на правах аренды сроком на один сезон.
30 марта 2023 года Малеле перешёл в китайскую Суперлигу клуб «Шанхай Шэньхуа». 
31 декабря 2024 года «Шанхай Шэньхуа» объявил, что Малеле становится свободным агентом.